# Cúp bóng đá châu Đại Dương 2000
Cúp bóng đá châu Đại Dương 2000 là cúp bóng đá châu Đại Dương lần thứ 5, diễn ra ở Papeete, Tahiti, từ 19 đến 28 tháng 6. Giải đấu có 6 đội tuyển tham dự: Úc, New Zealand, Quần đảo Solomon, Vanuatu, Quần đảo Cook và Tahiti.
Úc giành chức vô địch lần thứ 3, sau khi vượt qua đương kim vô địch New Zealand 2–0 ở trận chung kết.

## Vòng sơ loại

### Cúp Melanesia 2000

#### Kết quả
| Đội                | Số trận | Thắng | Hòa | Thua | Bàn thắng | Bàn thua | Điểm |
| ------------------ | ------- | ----- | --- | ---- | --------- | -------- | ---- |
| Fiji               | 4       | 3     | 1   | 0    | 13        | 4        | 10   |
| Quần đảo Solomon   | 4       | 2     | 1   | 1    | 10        | 9        | 7    |
| Vanuatu            | 4       | 2     | 0   | 2    | 12        | 7        | 6    |
| Nouvelle-Calédonie | 4       | 2     | 0   | 2    | 11        | 11       | 6    |
| Papua New Guinea   | 4       | 0     | 0   | 4    | 4         | 19       | 0    |

Quần đảo Solomon và Vanuatu* giành quyền vào chung kết.

### Cúp Polynesia 2000

#### Kết quả
| Đội            | Số trận | Thắng | Hòa | Thua | Bàn thắng | Bàn thua | Điểm |
| -------------- | ------- | ----- | --- | ---- | --------- | -------- | ---- |
| Tahiti         | 4       | 4     | 0   | 0    | 30        | 2        | 12   |
| Quần đảo Cook  | 4       | 3     | 0   | 1    | 8         | 5        | 9    |
| Samoa          | 4       | 2     | 0   | 2    | 13        | 6        | 6    |
| Tonga          | 4       | 1     | 0   | 3    | 4         | 15       | 3    |
| Samoa thuộc Mỹ | 4       | 0     | 0   | 4    | 2         | 29       | 0    |

Tahiti và quần đảo Cook giành quyền vào chung kết.

## Địa điểm
| Papeete                                         |
| ----------------------------------------------- |
| Sân vận động Pater                              |
| Sức chứa: 11.700                                |
|                                                 |
| PapeeteCúp bóng đá châu Đại Dương 2000 (Tahiti) |

## Vòng chung kết

### Bảng A

#### Kết quả
| Đội              | Số trận | Thắng | Hòa | Thua | Bàn thắng | Bàn thua | Hiệu số | Điểm |
| ---------------- | ------- | ----- | --- | ---- | --------- | -------- | ------- | ---- |
| Úc               | 2       | 2     | 0   | 0    | 23        | 0        | +23     | 6    |
| Quần đảo Solomon | 2       | 1     | 0   | 1    | 5         | 7        | -2      | 3    |
| Quần đảo Cook    | 2       | 0     | 0   | 2    | 1         | 22       | -21     | 0    |

| Úc | 17–0       | Quần đảo Cook |
| --- | ---------- | ------------- |
| Agostino 18', 68' · Muscat 21', 45' (ph.đ.) · Tiatto 24' · Foster 30', 42', 51', 80' · Zdrilic 35', 65' · Lazaridis 55' · Popovic 60' · Corica 70' · Zane 82', 87', 89' | (Chi tiết) |               |

| Quần đảo Solomon                                              | 5–1        | Quần đảo Cook |
| ------------------------------------------------------------- | ---------- | ------------- |
| Suri 33' · Menapi 47' · Samani 63' · Omokirio 74' · Kotto 88' | (Chi tiết) | Shepherd 55'  |

| Úc                                                                                       | 6–0        | Quần đảo Solomon |
| ---------------------------------------------------------------------------------------- | ---------- | ---------------- |
| Chipperfield 6' · Zane 13', 35' · Omokirio 36' (l.n.) · Muscat 39' (ph.đ.) · Cardozo 43' | (Chi tiết) |                  |

### Bảng B

#### Kết quả
| Đội         | Số trận | Thắng | Hòa | Thua | Bàn thắng | Bàn thua | Hiệu số | Điểm |
| ----------- | ------- | ----- | --- | ---- | --------- | -------- | ------- | ---- |
| New Zealand | 2       | 2     | 0   | 0    | 5         | 1        | +4      | 6    |
| Vanuatu     | 2       | 1     | 0   | 1    | 4         | 5        | -1      | 3    |
| Tahiti      | 2       | 0     | 0   | 2    | 2         | 5        | -3      | 0    |

| New Zealand                               | 2–0 | Tahiti |
| ----------------------------------------- | --- | ------ |
| Kris Bouckenooghe 27' · Chris Jackson 78' |     |        |

| New Zealand                                | 3–1 | Vanuatu          |
| ------------------------------------------ | --- | ---------------- |
| Chris Killen 47', 84' · Jonathan Perry 56' |     | Richard Iwai 14' |

| Vanuatu                                              | 3–2 | Tahiti                                           |
| ---------------------------------------------------- | --- | ------------------------------------------------ |
| Jimmy Ben 49' · Richard Iwai 60' · Georgina Tura 77' |     | Jean-Loup Rousseau 2' (ph.đ.) · Harold Amaru 87' |

## Vòng đấu loại trực tiếp

### Bán kết
| Úc                      | 1–0 | Vanuatu |
| ----------------------- | --- | ------- |
| Kevin Muscat 5' (ph.đ.) |     |         |

| New Zealand            | 2–0 | Quần đảo Solomon |
| ---------------------- | --- | ---------------- |
| Simon Elliott 51', 55' |     |                  |

### Tranh hạng ba
| Quần đảo Solomon                                 | 2–1 | Vanuatu       |
| ------------------------------------------------ | --- | ------------- |
| Commins Menapi 53' · Gideon Omokirio 69' (ph.đ.) |     | Lexa Bibi 35' |

### Chung kết
| Úc                                  | 2–0 | New Zealand |
| ----------------------------------- | --- | ----------- |
| Shaun Murphy 40' · Craig Foster 66' |     |             |

### Vô địch
| Vô địch Cúp bóng đá châu Đại Dương 2000 Úc Lần thứ ba |